# トーゴ関係記事の一覧
トーゴ関係記事の一覧（トーゴかんけいきじのいちらん）は、トーゴ関連記事を一覧にしたものである。独立前の関係記事も取り扱う。
- トーゴ出身の人物についてはトーゴ人の一覧を参照。

## 記号・英数字
- CFAフラン

## あ行
- アフリカ
- アフリカ連合
- イギリス
- イギリス領黄金海岸 - 過去に前身の地域の一部が割譲されて、この植民地へ統合された
- イギリス領トーゴランド
- イギリス連邦
- ニャシンベ・エヤデマ

## か行
- ガーナ
- カカオ - 主産物の一つ
- ギニア湾
- 共和国連合（英語版）(UNIR)
- コーヒー - 主産物の一つ
- エデム・コジョ

## さ行
- サバナ

## た行
- ドイツ
- ドイツ帝国
  - ドイツ領トーゴラント
- トーゴ憲法（フランス語版、英語版）
- トーゴ人民連合（英語版） - 略称「RPT」
- トーゴ通信社（英語版） - 略称「ATOP」
- 奴隷海岸

## な行
- 西アフリカ
- 西アフリカ諸国経済共同体
- フォール・ニャシンベ

## は行
- フランコフォニー国際機関
- フランス - 旧宗主国
- フランス領トーゴランド - 同国の前身となった植民地
- ブルキナファソ
- ベナン
- 変化の力同盟（英語版）

## ま行
- 南大西洋平和協力地帯（英語版）
- 綿花 - 主産物の一つ

## や行
- ヤムイモ - 主産物の一つ

## ら行
- リン鉱石 - 同国で採掘される鉱石
- レバノン - この国からトーゴへ移民が訪れている
- ロメ - 首都